# JoJo的奇妙冒險 (電視動畫)
《JoJo的奇妙冒險》電視動畫是由荒木飛呂彥原作的同名日本漫畫改編，由david production製作的作品。
第一季自2012年10月至2013年3月，第二季上半部自2014年4月至同年9月，下半部自2015年1月至同年6月，第三季自2016年4月至同年12月。第四季自2018年10月至2019年7月。第五季於2021年12月起由Netflix全球獨佔首播（中國大陸則由Bilibili獨佔首播），2022年1月於電視正式播放，第六季於2025年4月12日宣布確定製作。

## 製作
| 原作                        | 荒木飛呂彥（集英社〈Jump Comics〉刊） |
| 製作人                      | 大森啓幸、森亮介、福田順、林俊安 |
| 劇本統籌                    | 小林靖子 |
| 人物設定 總作畫監督         | 清水貴子（第一季） 小美野雅彥（第二季） 西位輝實（第三季） 岸田隆宏（第四季） 筱雅律（第五季）                                                                                         |
| 配角設定                    | 町田真一（第一季、第二季） 石本峻一（第三季） 土屋圭（第五季） |
| 替身設計                    | 町田真一、光田史亮（第二季） 三室健太（第三季） 片山貴仁（第四季） 石本峻一（第五季）                                                                                                  |
| 道具設計                    | 町田真一（第一季） 寶谷幸稔、杉山了藏（第二季） 寶谷幸稔（第二季至第四季） 新妻大輔、寶谷幸稔（第五季）                                                                                |
| 動作作畫監督                | 光田史亮、片山貴仁（第二季） 三室健太（第三季） 片山貴仁（第四季） |
| 美術設定                    | 青木薰、副島惠文（第一季、第二季） 青木薰、長澤順子（第三季、第四季） 滝れーき、長澤順子、渡邊由里子（第五季）                                                                         |
| 美術監督                    | 吉原俊一郎（第一季～第四季） 渡邊佳人（第五季） |
| 色彩設計                    | 村田惠里子（第一季、第二季） 佐藤裕子（第三季、第四季、第五季） |
| 攝影監督                    | 山田和弘 |
| 3DCGI導演                   | 檜垣賢一（原作第一部至第三部） |
| 剪輯                        | 廣瀬清志 |
| 音響監督                    | 岩浪美和 |
| 音樂                        | 松尾早人（第一季 原作Part1） 岩崎琢（第一季 原作Part2） 菅野祐悟（第二季之後） |
| 音樂製作                    | IMAGINE（第一季 原作Part1） Office Without（第一季 原作Part2） ONE MUSIC（第二季之後）                                                                                                 |
| 動畫製作人                  | 田浩司 |
| 線上製作人                  | 笠間壽高 |
| 動畫製作                    | david production |
| OP動畫製作（第一季~第二季） | 神風動畫 |
| 視覺導演                    | 副島惠文（第一季） |
| 總導演                      | 津田尚克 |
| 導演                        | 津田尚克（第一季－第三季） 高村雄太（原作第四部） 木村泰大、高橋秀彌（原作第五部） |
| 系列導演                    | 鈴木健一（原作第一部至第三部） 加藤敏幸（原作第四部） |
| 總演出                      | 加藤敏幸（第二季） 高村雄太（第三季） |
| 製作                        | JoJo的奇妙冒險製作委員會（第一季） JoJo的奇妙冒險SC製作委員會（第二季） JoJo的奇妙冒險DU製作委員會（第三季） JoJo的奇妙冒險GW製作委員會（第四季） JoJo的奇妙冒險SO製作委員會（第五季） |

主要製作人員包括總監津田尙克、經常參與特攝、動作、黑暗奇幻類作品的小林靖子，以及擔任劇本統籌及從第一季開始擔任音響監督的岩浪美和。旁白則由大川透擔任。

## 第一季
內容改編自原作第一部《幻影血脈》與第二部《戰鬥潮流》。
2012年7月5日舉辦的「荒木飛呂彥原畫展 JoJo展」記者發表會中透露製作第一部與第二部的電視動畫。同年10月深夜時段開始在TOKYO MX、每日放送、中部日本放送（之後改用CBC電視台表示）、東北放送、RKB每日放送、BS11等台播出。
第1話至第9話內容為原作第一部《幻影血脈》，第10話至第26話（最終話）內容為原作第二部《戰鬥潮流》。至2013年4月播放完畢，全26話，並於第26話的片尾曲後透露第三部故事起頭。

### 主題曲（第一季）
片頭曲
（原作第1部，第2話－第9話）
作詞：藤林聖子，作曲：田中公平，編曲：大谷幸，主唱：富永TOMMY弘明
第1話未使用、第26話作為插入歌使用。
第9話的影像軟體版附加音效。
「BLOODY STREAM」（原作第2部，第11話－第16話、第18話－第25話）
作詞：兒玉沙織，作曲、編曲：大森俊之，主唱：Coda
第10話、第17話、第26話開頭未使用，第26話（最終話）片尾曲。
第25話附加音效。
片尾曲
「ROUNDABOUT」（第1話－第2話、第4話－第19話、第22話－第25話）
作詞、作曲：Jon Anderson、Steve Howe，主唱、演奏：Yes
第3話、第20話～第21話、第26話未使用。
原作第1部描寫以古代遺跡作為背景，加上紅色的水（血液）像沿著河川水流般在畫面上由右側滾動至左側終端。
原作第2部描寫戰鬥潮流的登場角色，由下往上滾動在畫面中出現。
該歌曲也是著名的網路迷因歌曲

### 各話標題（第一季）
| 話數           | 日文標題       | 中文標題                 | 香港標題           | 劇本           | 分鏡                | 演出              | 作畫監督                                               | 首播日期       |
| Part1 幻影之血 | Part1 幻影之血 | Part1 幻影之血           | Part1 幻影之血     | Part1 幻影之血 | Part1 幻影之血      | Part1 幻影之血    | Part1 幻影之血                                         | Part1 幻影之血 |
| -------------- | -------------- | ------------------------ | ------------------ | -------------- | ------------------- | ----------------- | ------------------------------------------------------ | -------------- |
| 第1話          |                | 侵略者迪奧               | 侵略者迪奧         | 小林靖子       | 津田尚克            | 奥野耕太          | 横山謙次、門智昭 高乘陽子、石川晉吾                    | 2012年 10月6日 |
| 第2話          |                | 來自過去的一封信         | 來自過去的書信     | 小林靖子       | 加藤敏幸            | 加藤敏幸          | 小谷杏子、秋田學                                       | 10月13日       |
| 第3話          |                | 與迪奧一同渡過的青春年少 | 與迪奧一起的青春   | 小林靖子       | 東出太              | 東出太            | 寶谷幸稔、小澤圓                                       | 10月20日       |
| 第4話          |                | 波紋疾走                 | 波紋疾走           | 安川正吾       | 阿部雅司            | 阿部雅司          | 小林利充、山村俊了                                     | 10月27日       |
| 第5話          |                | 暗黑的騎士們             | 暗黑的騎士們       | 筆安一幸       | 瀧澤敏文            | 米田光宏 江副仁美 | 增田敏彥                                               | 11月3日        |
| 第6話          |                | 明日的勇氣               | 明日的勇氣         | 筆安一幸       | 吉田泰三            | 內田信吾          | 武本大介                                               | 11月10日       |
| 第7話          |                | 繼承者                   | 繼承者             | 安川正吾       | 加藤敏幸            | 加藤敏幸          | 津熊健德、門智昭                                       | 11月17日       |
| 第8話          |                | 血戰！JOJO&DIO           | 血戰！JOJO與DIO    | 小林靖子       | 瀧澤敏文            | 藤本次朗          | 小美野雅彥                                             | 11月24日       |
| 第9話          |                | 最後的波紋！             | 最後的波紋！       | 小林靖子       | 鈴木健一            | 鈴木健一          | 秋田學、町田真一                                       | 12月1日        |
| Part2 戰鬥潮流 |                |                          |                    |                |                     |                   |                                                        |                |
| 第10話         |                | 紐約的JOJO               | 紐約的JOJO         | 小林靖子       | 吉田泰三            | 間島崇寬          | 橫山謙次、小谷杏子                                     | 12月14日       |
| 第11話         |                | 遊戲高手                 | 遊戲高手           | 豬爪慎一       | 米田光宏            | 米田光宏          | 寶谷幸稔、小澤圓 門智昭、申炯祐                        | 12月21日       |
| 第12話         |                | 柱之男                   | 柱中的男人         | 筆安一幸       | 西本由紀夫          | 西本由紀夫        | 赤尾良太郎、增田敏彥                                   | 12月28日       |
| 第13話         |                | JOJO vs 終極生物         | JOJO vs 究極生物   | 安川正吾       | 東出太              | 南康宏 鈴木健一   | 小美野雅彥、申炯祐 横山謙次、青井清年 村司晃英、門智昭 | 2013年 1月4日  |
| 第14話         |                | 來自遠古的終極戰士       | 來自遠古的終極戰士 | 安川正吾       | 加藤敏幸            | 加藤敏幸          | 津熊健德、河野真也                                     | 1月11日        |
| 第15話         |                | 英雄的資格               | 主角的資格         | 安川正吾       | 吉田泰三            | 佐佐木真哉        | 關崎高明                                               | 1月18日        |
| 第16話         |                | 波紋師父莉莎莉莎         | 波紋師父莉莎莉莎   | 筆安一幸       | 戶越公太郎          | 戶越公太郎        | 町田真一、秋田學                                       | 1月25日        |
| 第17話         |                | 設下極深的陷阱！         | 深謀遠慮的圈套     | 筆安一幸       | 吉田泰三            | 高村雄太          | 高橋昌                                                 | 2月1日         |
| 第18話         |                | 修特羅哈姆隊的反擊       | 修特洛海姆隊的反擊 | 豬爪慎一       | 內田信吾            | 內田信吾 米田光宏 | 橫山謙次、小澤圓 寶谷幸稔、申炯祐 小谷杏子             | 2月8日         |
| 第19話         |                | 衝向死亡懸崖             | 衝向死亡的懸崖     | 豬爪慎一       | 阿部雅司            | 阿部雅司          | 敷島博英、森田實                                       | 2月15日        |
| 第20話         |                | 西撒孤獨的年少時光       | 凱撒孤獨的青春     | 小林靖子       | 加藤敏幸            | 加藤敏幸          | 秋田學、小美野雅彥 白石達也（特效）                    | 2月22日        |
| 第21話         |                | 100對2的討價還價         | 100對2的討價還價   | 安川正吾       | 江副仁美 西本由紀夫 | 江副仁美          | 津熊健德、蘆谷耕平 河野真也、張益                      | 3月1日         |
| 第22話         |                | 真正的格鬥者             | 真正的格鬥者       | 豬爪慎一       | 三澤伸              | 中山奈緒美        | 原修一、寺井佳史                                       | 3月8日         |
| 第23話         |                | 化為風的戰士             | 回歸風中的戰士     | 筆安一幸       | 吉田泰三            | 藤本次朗          | 門智昭、申炯祐                                         | 3月15日        |
| 第24話         |                | 與JOJO的深厚情結         | 連接JoJo的牽絆     | 小林靖子       | 大脊戶聰            | 大脊戶聰          | 寶谷幸稔、橫山謙次                                     | 3月22日        |
| 第25話         |                | 超級生物的誕生！         | 超級生物的誕生！   | 小林靖子       | 鈴木健一            | 鈴木健一          | 秋田學、町田真一 小林亮、小谷杏子 白石達也（特效）     | 3月29日        |
| 第26話         |                | 成為神的男人             | 成為神的男人       | 小林靖子       | 加藤敏幸            | 加藤敏幸          | 清水貴子                                               | 4月5日         |

### 播放單位（第一季）
日本深夜動畫：下文記載的日本国内播放時間使用日本標準時間（UTC+9）表示。因為部分時間标识會採用30小时制，因此請留意这类超过24:00的时间，其實際播放時間為翌日清晨。
| 播放期間                      | 播放時間                  | 播放電視台   | 播放地區 | 備註                  |
| ----------------------------- | ------------------------- | ------------ | -------- | --------------------- |
| 2012年10月5日－2013年4月5日   | 星期五 24時30分－25時00分 | TOKYO MX     | 東京都   |                       |
| 2012年10月6日－2013年4月6日   | 星期六 25時58分－26時28分 | 每日放送     | 近畿地區 | 『Anime Shower』第1部 |
| 2012年10月8日－2013年4月8日   | 星期一 26時25分－26時55分 | RKB每日放送  | 福岡縣   |                       |
| 2012年10月9日－2013年4月9日   | 星期二 25時30分－26時00分 | 東北放送     | 宮城縣   | 原作者的出生地        |
| 2012年10月10日－2013年4月10日 | 星期三 26時30分－27時00分 | 中部日本放送 | 中京地區 |                       |
| 2012年10月12日－2013年4月12日 | 星期五 24時00分－24時30分 | BS11         | 日本全國 | BS放送 『ANIME+』時段 |
| 2013年1月29日－7月30日        | 星期二 19時30分－20時00分 | Animax       | 日本全國 | BS／CS放送 有重播     |

| 上架期間                      | 上架時間                  | 上架網站         | 備註     |
| ----------------------------- | ------------------------- | ---------------- | -------- |
| 2012年10月11日－2013年4月11日 | 星期四 12時00分 更新      | 萬代頻道         | [ 注 4 ] |
|                               |                           | niconico頻道     | [ 注 5 ] |
|                               |                           | Rakuten TV       | [ 注 6 ] |
|                               | 星期四 23時00分－23時30分 | niconico現場直播 |          |
| 2012年10月19日－2013年4月19日 | 星期五 24時00分 更新      | 萬代頻道         | [ 注 7 ] |

| 播放期間                      | 播放時間                                                       | 播放網站 | 播放地區 | 備註                           |
| ----------------------------- | -------------------------------------------------------------- | -------- | -------- | ------------------------------ |
| 2014年10月11日－2015年4月25日 | 星期六 23時35分－24時05分                                      | J2       | 香港     | 有字幕 雙語播出 有重播時段     |
| 2017年8月10日－9月7日         | 星期三至五 22時00分－23時00分                                  | Animax   | 香港     | 有線電視 有重播時段            |
| 2017年8月19日－9月6日         | 8月19日：20時30分－21時00分 8月20日起：每天 20時00分－21時00分 | Animax   | 臺灣     | 有線電視 含中文配音 有重播時段 |

| 上架期間                     | 上架時間                     | 上架網站                  | 播放地區 | 備註     |
| ---------------------------- | ---------------------------- | ------------------------- | -------- | -------- |
| 2019年8月27日－2019年9月8日  | 每日21:00、21:30分別更新兩集 | YouTube Muse木棉花-TW頻道 | 台灣     | IP限制   |
| 2021年8月18日－2021年9月12日 | 每日更新一集                 | YouTube Muse木棉花-HK頻道 | 香港     | IP限制   |
| 2019年11月30日               | 一次上架                     | bilibili                  | 中國大陸 | 串流獨佔 |

## 第二季
內容改編自原作第三部《星塵遠征軍》。
2013年10月18日在官方正式宣布與各家媒體透露決定製作原作第三部。與第一部和第二部不一樣的是，第三部《星塵遠征軍》全篇獨立成第二季製作，標題名為《JoJo的奇妙冒險 星塵遠征軍》。
2014年4月至9月播放前半段，2015年1月至6月播放後半段「埃及篇」，分前半段與後半段各24話，合計全48話，同樣深夜時段在TOKYO MX、每日放送、CBC電視台、東北放送、RKB每日放送、BS11等台首播。
除角色設定總作畫監督變更外。製作人員為第一季的原班人馬。
原作登場的自行離家出走的小女孩的名字在電視動畫正式設定叫「安」。

### 主題曲（第二季）
片頭曲
「STAND PROUD」（第2話－第10話、第12話－第24話）
作詞：藤林聖子，作曲：若林，編曲：ZENTA，主唱：橋本仁
第1話、第11話未使用。
第24話有加入音效。第24話、第39話插入歌。
（第25話－第26話、第28話－第34話、第36話－第39話、第41話－第48話）
作詞：藤林聖子，作曲：田中公平，編曲：田中公平、村瀨恭久，主唱：JO☆STARS ～TOMMY,Coda,JIN～（富永TOMMY弘明、Coda、橋本仁）
第27話、第35話、第40話未使用。
第48話附加音效，第47話、第48話明確描寫出DIO用替身「世界」擊碎玻璃後停止時間出場，最後加入承太郎與DIO相互邊喊「喔拉喔拉」「無馱無馱」邊打鬥的特殊演出場面。
片尾曲
（第2話）
作曲：菅野祐悟
「Walk Like an Egyptian」（第3話－第7話、第9話、第11話－第24話）
作詞、作曲：L.Sternberg，主唱、演奏：手鐲合唱團
第8話、第10話未使用。
「Last Train Home」（第25話－第26話、第28話－第35話、第38話－第40話、第42話－第46話）
作詞、作曲：Pat Metheny，主唱、演奏：Pat Metheny Group
第27話、第36話、第37話、第41話、第47話、第48話未使用。
第45話使用副歌部分、黑底白字顯示製作人員。
（第27話、第36話、第37話）
作詞：田無夢太郎，作曲、編曲：菅野祐悟，主唱：歐因哥（保村真，第27話）、荷爾·荷斯（木內秀信，第36話、第37話）、波因哥（熊井統子）
（第48話）
作曲：菅野祐悟

### 各話標題（第二季）
| 話數 （通算話數）               | 日文標題                 | 中文標題                              | 劇本                     | 分鏡                     | 演出                         | 作畫監督                                                                               | 首播日期                 |                          |
| Part3 星塵遠征軍（前半）        | Part3 星塵遠征軍（前半） | Part3 星塵遠征軍（前半）              | Part3 星塵遠征軍（前半） | Part3 星塵遠征軍（前半） | Part3 星塵遠征軍（前半）     | Part3 星塵遠征軍（前半）                                                               | Part3 星塵遠征軍（前半） | Part3 星塵遠征軍（前半） |
| ------------------------------- | ------------------------ | ------------------------------------- | ------------------------ | ------------------------ | ---------------------------- | -------------------------------------------------------------------------------------- | ------------------------ | ------------------------ |
| 第1話 （第27話）                |                          | 惡靈纏身的男子                        | 小林靖子                 | 津田尚克                 | 津田尚克                     | 小美野雅彥                                                                             | 2014年 4月4日            |                          |
| 第2話 （第28話）                |                          | 誰來制裁!?                            | 小林靖子                 | 津田尚克                 | 高村雄太                     | 橫山謙次、常盤健太郎                                                                   | 4月11日                  |                          |
| 第3話 （第29話）                |                          | DIO的詛咒                             | 小林靖子                 | 加藤敏幸                 | 加藤敏幸                     | 申炯祐                                                                                 | 4月18日                  |                          |
| 第4話 （第30話）                |                          | 灰塔                                  | 安川正吾                 | 吉田泰三                 | 藤本次朗                     | 關崎高明、蘆谷耕平                                                                     | 4月25日                  |                          |
| 第5話 （第31話）                |                          | 銀色戰車                              | 小林靖子                 | 鈴木健一                 | 鈴木健一                     | 石本峻一                                                                               | 5月2日                   |                          |
| 第6話 （第32話）                |                          | 暗藍之月                              | 豬爪慎一                 | 小倉宏文                 | 小倉宏文                     | 三室健太、寶谷幸稔                                                                     | 5月9日                   |                          |
| 第7話 （第33話）                |                          | 力                                    | 筆安一幸                 | 米田光宏                 | 米田光宏                     | 申炯祐、津熊健德                                                                       | 5月16日                  |                          |
| 第8話 （第34話）                |                          | 惡魔                                  | 豬爪慎一                 | 副島惠文                 | 副島惠文                     | 橫山謙次、關崎高明 常盤健太郎、伊藤公崇 西村彩                                         | 5月23日                  |                          |
| 第9話 （第35話）                |                          | 黃色節制                              | 筆安一幸                 | 阿部雅司                 | 藤本次朗 江副仁美            | 糸井惠、橫山謙次 寶谷幸稔、西村彩 石本峻一、關崎高明 小林亮、蘆谷耕平 伊藤公崇、森幸子 | 5月30日                  |                          |
| 第10話 （第36話）               |                          | 皇帝與倒吊男 其1                      | 小林靖子                 | 加藤敏幸                 | 加藤敏幸                     | 石本峻一、Choi Hee Eun                                                                 | 6月6日                   |                          |
| 第11話 （第37話）               |                          | 皇帝與倒吊男 其2                      | 小林靖子                 | 加藤敏幸                 | 町谷俊輔 加藤敏幸            | 山本晃宏、三室健太 木下由衣、德田大貴 寶谷幸稔                                         | 6月13日                  |                          |
| 第12話 （第38話）               |                          | 女帝                                  | 安川正吾                 | 大脊戶聰                 | 大脊戶聰                     | 申炯祐 Choi Hee Eun                                                                    | 6月20日                  |                          |
| 第13話 （第39話）               |                          | 命運之輪                              | 安川正吾                 | 中原禮                   | 玉村仁                       | 中屋了、石本峻一 西村彩、伊藤公崇 鈴木勘太／三室健太（機械）                           | 6月27日                  |                          |
| 第14話 （第40話）               |                          | 正義 其1                              | 豬爪慎一                 | 小倉宏文                 | 山田弘和                     | 成松義人、中澤勇一                                                                     | 7月4日                   |                          |
| 第15話 （第41話）               |                          | 正義 其2                              | 豬爪慎一                 | 小倉宏文                 | 小倉宏文                     | 橫山謙次、關崎高明 常盤健太郎                                                          | 7月11日                  |                          |
| 第16話 （第42話）               |                          | 戀人 其1                              | 筆安一幸                 | 吉田泰三                 | 町谷俊輔 江副仁美            | 齋藤大輔、小田真弓 寶谷幸稔、申炯祐                                                    | 7月18日                  |                          |
| 第17話 （第43話）               |                          | 戀人 其2                              | 筆安一幸                 | 藤本次朗                 | 藤本次朗                     | Choi Hee Eun Lee Eun Young 申炯祐                                                      | 7月25日                  |                          |
| 第18話 （第44話）               |                          | 太陽                                  | 津田尚克                 | 津田尚克                 | 副島惠文                     | 小林亮、中屋了 渡邊葉瑠                                                                | 8月1日                   |                          |
| 第19話 （第45話）               |                          | 死神13 其1                            | 安川正吾                 | 加藤敏幸                 | 加藤敏幸                     | 小谷杏子、横山謙次 關崎高明、常盤健太郎 小田裕康（機械）                               | 8月8日                   |                          |
| 第20話 （第46話）               |                          | 死神13 其2                            | 安川正吾                 | 加藤敏幸                 | 津田尚克 吉川志我津          | 石本峻一、木下由衣                                                                     | 8月15日                  |                          |
| 第21話 （第47話）               |                          | 審判 其1                              | 小林靖子                 | 吉田泰三                 | 高村雄太                     | 西村彩、伊藤公崇                                                                       | 8月22日                  |                          |
| 第22話 （第48話）               |                          | 審判 其2                              | 小林靖子                 | 副島惠文                 | 江副仁美 鈴木健一            | 橋本英樹、木下由衣 Jang Min Ho、Yu Min Zi 小林亮、蘆谷耕平 糸井惠、西村彩              | 8月29日                  |                          |
| 第23話 （第49話）               |                          | 女教皇 其1                            | 豬爪慎一                 | 大脊戶聰                 | 大脊戶聰                     | 申炯祐、Lee Eun Young 石本峻一、渡邊葉瑠                                               | 9月5日                   |                          |
| 第24話 （第50話）               |                          | 女教皇 其2                            | 豬爪慎一                 | 津田尚克                 | 町谷俊輔 津田尚克            | 中屋了、常盤健太郎 小田真弓、小谷杏子 關崎高明、橫山謙次 寶谷幸稔                      | 9月12日                  |                          |
| Part3 星塵遠征軍（後半 埃及篇） |                          |                                       |                          |                          |                              |                                                                                        |                          |                          |
| 第25話 （第51話）               |                          | 「愚者」伊奇與 「蓋布神」恩多爾 其1   | 小林靖子                 | 鈴木健一                 | 鈴木健一                     | 糸井惠、常盤健太郎 蘆谷耕平                                                            | 2015年 1月9日            |                          |
| 第26話 （第52話）               |                          | 「愚者」伊奇與 「蓋布神」恩多爾 其2   | 小林靖子                 | 加藤敏幸                 | 守泰佑 加藤敏幸              | 申炯祐 Lee Eun Young Choi Hee Eun                                                      | 1月16日                  |                          |
| 第27話 （第53話）               |                          | 「克努姆神」歐因哥與 「托托神」波因哥 | 筆安一幸                 | 津田尚克                 | 江副仁美                     | 申炯祐 Lee Eun Young Choi Hee Eun                                                      | 1月23日                  |                          |
| 第28話 （第54話）               |                          | 「阿努比斯神」 其1                    | 豬爪慎一                 | 藤本次朗                 | 藤本次朗                     | 石本峻一                                                                               | 1月30日                  |                          |
| 第29話 （第55話）               |                          | 「阿努比斯神」 其2                    | 豬爪慎一                 | 加藤敏幸                 | 加藤敏幸                     | 橫山謙次、關崎高明                                                                     | 2月6日                   |                          |
| 第30話 （第56話）               |                          | 「巴絲提女神」瑪萊雅 其1              | 安川正吾                 | 川面真也                 | 吉川志我津                   | 中屋了、寶谷幸稔 小谷杏子、木下由衣 小田真弓                                           | 2月13日                  |                          |
| 第31話 （第57話）               |                          | 「巴絲提女神」瑪萊雅 其2              | 安川正吾                 | 吉田泰三                 | 高村雄太                     | 寶谷幸稔、西村彩 伊藤公崇                                                              | 2月20日                  |                          |
| 第32話 （第58話）               |                          | 「塞特神」阿雷西 其1                  | 筆安一幸                 | 吉田泰三                 | 藤田健太郎                   | 橋本航平、南伸一郎 三浦春樹                                                            | 2月27日                  |                          |
| 第33話 （第59話）               |                          | 「塞特神」阿雷西 其2                  | 筆安一幸                 | 副島惠文                 | 副島惠文                     | 中村深雪、渡邊葉瑠                                                                     | 3月6日                   |                          |
| 第34話 （第60話）               |                          | 賭徒達比 其1                          | 安川正吾                 | 津田尚克 浮由段          | 高村雄太                     | 糸井惠、蘆谷耕平 山本晃宏、中屋了                                                      | 3月13日                  |                          |
| 第35話 （第61話）               |                          | 賭徒達比 其2                          | 安川正吾                 | 津田尚克 江副仁美        | 江副仁美                     | 小美野雅彥、渡邊葉瑠                                                                   | 3月20日                  |                          |
| 第36話 （第62話）               |                          | 荷爾·荷斯與波因哥 其1                 | 小林靖子                 | 西田正義                 | 町谷俊輔                     | 石本峻一、伊藤公崇 車明駿                                                              | 3月27日                  |                          |
| 第37話 （第63話）               |                          | 荷爾·荷斯與波因哥 其2                 | 小林靖子                 | 吉田泰三                 | 守泰佑                       | 申炯祐 Lee Eun Young Choi Hee Eun                                                      | 4月3日                   |                          |
| 第38話 （第64話）               |                          | 地獄守門者·佩特夏 其1                 | 鈴木健一                 | 鈴木健一                 | 吉川志我津                   | 橫山謙次、關崎高明                                                                     | 4月10日                  |                          |
| 第39話 （第65話）               |                          | 地獄守門者·佩特夏 其2                 | 鈴木健一                 | 鈴木健一                 | 藤本次朗                     | 申炯祐 Choi Hee Eun Lee Eun Young                                                      | 4月17日                  |                          |
| 第40話 （第66話）               |                          | 電玩高手·達比 其1                     | 筆安一幸                 | 副島惠文                 | 副島惠文                     | 車明駿、山本晃宏                                                                       | 4月24日                  |                          |
| 第41話 （第67話）               |                          | 電玩高手·達比 其2                     | 筆安一幸                 | 玉村仁                   | 守泰佑                       | 中屋了、渡邊葉瑠 伊藤公崇                                                              | 5月1日                   |                          |
| 第42話 （第68話）               |                          | 亞空瘴氣 瓦尼拉·艾斯 其1              | 豬爪慎一                 | 町谷俊輔                 | 町谷俊輔 長田繪里            | 阿部恒                                                                                 | 5月8日                   |                          |
| 第43話 （第69話）               |                          | 亞空瘴氣 瓦尼拉·艾斯 其2              | 豬爪慎一                 | 加藤敏幸                 | 高村雄太                     | 石本峻一、糸井惠                                                                       | 5月15日                  |                          |
| 第44話 （第70話）               |                          | 亞空瘴氣 瓦尼拉·艾斯 其3              | 豬爪慎一                 | 吉田泰三                 | 江副仁美                     | 橫山謙次、山本晃宏 車明駿                                                              | 5月22日                  |                          |
| 第45話 （第71話）               |                          | DIO的世界 其1                         | 安川正吾                 | 西田正義                 | 吉川志我津                   | 西村彩、車明駿                                                                         | 5月29日                  |                          |
| 第46話 （第72話）               |                          | DIO的世界 其2                         | 安川正吾                 | 加藤敏幸                 | 加藤敏幸                     | 小美野雅彥、蘆谷耕平                                                                   | 6月5日                   |                          |
| 第47話 （第73話）               |                          | DIO的世界 其3                         | 小林靖子                 | 津田尚克                 | 守泰佑 高村雄太 副島惠文     | 申炯祐 Lee Eun Young                                                                   | 6月12日                  |                          |
| 第48話 （第74話）               |                          | 遙遠的旅途 朋友再會吧                 | 小林靖子                 | 鈴木健一 加藤敏幸        | 吉川志我津 町谷俊輔 加藤敏幸 | 小美野雅彥、蘆谷耕平 山本晃宏、西村彩 車明駿、伊藤公崇 寶谷幸稔（機械）                | 6月19日                  |                          |

### 播放單位（第二季）
日本深夜動畫：下文記載的日本国内播放時間使用日本標準時間（UTC+9）表示。因為部分時間标识會採用30小时制，因此請留意这类超过24:00的时间，其實際播放時間為翌日清晨。
| 播放期間               | 播放時間                  | 播放電視台  | 播放地區 | 備註                  |
| ---------------------- | ------------------------- | ----------- | -------- | --------------------- |
| 2014年4月4日－9月12日  | 星期五 24時30分－25時00分 | TOKYO MX    | 東京都   |                       |
| 2014年4月5日－9月13日  | 星期六 27時28分－27時58分 | 每日放送    | 近畿地區 | 『Anime Shower』第4部 |
| 2014年4月8日－9月16日  | 星期二 25時48分－26時18分 | 東北放送    | 宮城縣   | 原作者的出身地        |
|                        | 星期二 26時08分－26時38分 | RKB每日放送 | 福岡縣   |                       |
| 2014年4月9日－9月17日  | 星期三 26時58分－27時28分 | CBC電視台   | 中京地區 |                       |
| 2014年4月11日－9月19日 | 星期五 24時30分－25時00分 | BS11        | 日本全國 | BS放送 『ANIME+』時段 |
|                        | 星期六 23時30分－24時00分 | Animax      | 日本全國 | BS／CS放送 有重播     |

| 上架期間               | 上架時間                  | 上架網站         | 備註      |
| ---------------------- | ------------------------- | ---------------- | --------- |
| 2014年4月10日－9月18日 | 星期四 12時00分 更新      | 萬代頻道         | [ 注 11 ] |
|                        |                           | niconico頻道     | 同上      |
|                        | 星期四 23時00分－23時30分 | niconico現場直播 |           |

| 播放期間              | 播放時間                      | 播放網站 | 播放地區 | 備註       |
| --------------------- | ----------------------------- | -------- | -------- | ---------- |
| 2017年9月8日－10月5日 | 星期三至五 22時00分－23時00分 | Animax   | 香港     | 有重播時段 |

| 上架期間                     | 上架時間                     | 上架網站                  | 播放地區 | 備註     |
| ---------------------------- | ---------------------------- | ------------------------- | -------- | -------- |
| 2019年9月9日－2019年9月20日  | 每日21:00、21:30分別更新兩集 | YouTube Muse木棉花-TW頻道 | 台灣     | IP限制   |
| 2021年9月13日－2021年10月6日 | 每日更新一集                 | YouTube Muse木棉花-HK頻道 | 香港     | IP限制   |
| 2019年11月30日               | 一次上架                     | bilibili                  | 中國大陸 | 串流獨佔 |

| 播放期間               | 播放時間                  | 播放電視台  | 播放地區 | 備註                                 |
| ---------------------- | ------------------------- | ----------- | -------- | ------------------------------------ |
| 2015年1月9日－6月19日  | 星期五 24時30分－25時00分 | TOKYO MX    | 東京都   |                                      |
| 2015年1月13日－6月23日 | 星期二 25時48分－26時18分 | 東北放送    | 宮城縣   | 原作者的出身地                       |
|                        | 星期二 26時13分－26時43分 | RKB每日放送 | 福岡縣   | 前面12話於26時08分－26時38分播出     |
|                        | 星期二 27時00分－27時30分 | 每日放送    | 近畿地區 | 『Anime特區』第2部                   |
| 2015年1月14日－6月24日 | 星期三 26時58分－27時28分 | CBC電視台   | 中京地區 |                                      |
| 2015年1月16日－6月26日 | 星期五 24時30分－25時00分 | BS11        | 日本全國 | BS放送 『ANIME+』時段                |
| 2015年1月17日－7月4日  | 星期六 20時00分－20時30分 | Animax      | 日本全國 | BS／CS放送 第40話開始字幕播出 有重播 |

| 上架期間               | 上架時間                                                                                | 上架網站         | 備註      |
| ---------------------- | --------------------------------------------------------------------------------------- | ---------------- | --------- |
| 2015年1月15日－6月25日 | 星期四 12時00分 更新                                                                    | 萬代頻道         | [ 注 12 ] |
|                        |                                                                                         | niconico頻道     | 同上      |
|                        | 星期四 23時00分－23時30分（第25話－第37話） 星期四 23時30分－24時00分（第38話－第48話） | niconico現場直播 |           |

| 播放期間               | 播放時間                      | 播放網站 | 播放地區 | 備註       |
| ---------------------- | ----------------------------- | -------- | -------- | ---------- |
| 2017年10月6日－11月2日 | 星期三至五 22時00分－23時00分 | Animax   | 香港     | 有重播時段 |

| 上架期間                      | 上架時間                     | 上架網站                  | 播放地區 | 備註     |
| ----------------------------- | ---------------------------- | ------------------------- | -------- | -------- |
| 2019年9月21日－2019年10月2日  | 每日21:00、21:30分別更新兩集 | YouTube Muse木棉花-TW頻道 | 台灣     | IP限制   |
| 2021年10月7日－2021年10月30日 | 每日更新一集                 | YouTube Muse木棉花-HK頻道 | 香港     | IP限制   |
| 2019年11月30日                | 一次上架                     | bilibili                  | 中國大陸 | 串流獨佔 |

## 第三季
內容改編自原作第四部《不滅鑽石》。
2015年10月24日，來自電視動畫《JOJO的奇妙冒險》 （页面存档备份，存于）在Twitter官網表示，決定製作原作第4部，標題名為《JoJo的奇妙冒險 不滅鑽石》。2016年4月至12月繼續在TOKYO MX、MBS、東北放送、BS11等台首播。主要人物的配音員方面，除了空条承太郎和虹村億泰分別由小野大輔和高木涉繼續擔任之外，主角東方仗助、廣瀨康一及岸邊露伴從對戰格鬥遊戲《JOJO的奇妙冒險 ALL STAR BATTLE》和2015年12月發行的動作遊戲《JOJO的奇妙冒險 Eyes of Heaven》中改由小野友樹、梶裕貴及櫻井孝宏擔任。

### 主題曲（第三季）
片頭曲
「Crazy Noisy Bizarre Town」（第2話－第7話、第11話－第13話）
作詞：兒玉沙織，作曲：小田和奏，編曲：MACARONI☆，主唱：THE DU（城田純、和田泰右、Jeity）
第7話以後，追加康一的替身「Echoes」的畫面。
「Crazy Noisy Bizarre Town ～EDM arrange Ver.～」（第8話－第10話）
作詞：兒玉沙織，作曲：小田和奏，編曲：田中義人、鈴木Daichi秀行，主唱：THE DU
「chase」（第15話－第16話、第18話－第19話、第21話－第24話、第26話）
作詞、作曲：，編曲、主唱：batta
片頭動畫內容同歌名，呈現出仗助一行人追查潛伏於杜王町的殺人魔吉良吉影的。
「Great Days」（第27話－第31話、第33話－第38話）
作詞：ENDCAPE，作曲、編曲：菅野祐悟，主唱：青木花戀、長谷川大輔
第28話起修改部分畫面。第36話之後吉良吉影（川尻浩作）的髮型變更，第38話有加音效。
第36、37話則經過再製，呈現出吉良吉影以新的替身能力「敗者食塵」將片頭動畫倒帶的景象，另外該片頭動畫版本「版OP」在官方網站以期間限定方式公開。
片尾曲
「I WANT YOU」（第2話－ 第7話、第9話－第16話、第18話－第19話、第21話－第23話、第25話－第26話、第28話－第33話、第35話、第38話）
作詞：Darren Stanley Hayes，作曲：Daniel Jones，主唱、演奏：野人花園
呈現出全篇的登場人物與杜王町的街道。另外角色則是隨著各話的故事進展追加在畫面上。
「Great Days -Units Ver.-」（第39話）
作詞：ENDCAPE，作曲、編曲：菅野祐悟，主唱：JO☆UNITED（富永TOMMY弘明、Coda、橋本仁、城田純、和田泰右、Jeity、青木花戀、長谷川大輔）

### 各話標題（第三季）
| 話數 （通算話數）  | 日文標題       | 中文標題                   | 劇本              | 分鏡                       | 演出                                                  | 作畫監督                                                                                           | 動作作畫監督               | 機械作畫監督       | 總作畫監督                 | 首播日期       |
| Part4 不滅鑽石     | Part4 不滅鑽石 | Part4 不滅鑽石             | Part4 不滅鑽石    | Part4 不滅鑽石             | Part4 不滅鑽石                                        | Part4 不滅鑽石                                                                                     | Part4 不滅鑽石             | Part4 不滅鑽石     | Part4 不滅鑽石             | Part4 不滅鑽石 |
| ------------------ | -------------- | -------------------------- | ----------------- | -------------------------- | ----------------------------------------------------- | -------------------------------------------------------------------------------------------------- | -------------------------- | ------------------ | -------------------------- | -------------- |
| 第1話 （第75話）   |                | 空條承太郎！與東方仗助相遇 | 小林靖子          | 津田尚克                   | 高村雄太                                              | 西位輝實 石木峻一                                                                                  | 三室健太                   | 柳澤隆             | 西位輝實                   | 2016年 4月1日  |
| 第2話 （第76話）   |                | 東方仗助！與安傑羅相遇     | 小林靖子          | 加藤敏幸                   | 加藤敏幸                                              | 石本峻一                                                                                           | 三室健太                   | 不適用             | 西位輝實                   | 4月8日         |
| 第3話 （第77話）   |                | 虹村兄弟 其1               | 小林靖子          | 吉田隆彥                   | 吉田隆彥                                              | 仲敷沙織                                                                                           | 三室健太                   | 棚澤隆             | 西位輝實                   | 4月15日        |
| 第4話 （第78話）   |                | 虹村兄弟 其2               | 安川正吾          | 高村雄太                   | 副島惠文 加藤敏幸 津田尚克 高村雄太                   | 車明駿 申炯祐 蘆谷耕平 仲敷沙織                                                                    | 三室健太                   | 棚澤隆             | 西位輝實                   | 4月22日        |
| 第5話 （第79話）   |                | 虹村兄弟 其3               | 安川正吾          | 加藤敏幸                   | 朝木幸彥                                              | 申炯祐                                                                                             | 三室健太                   | 棚澤隆             | 西位輝實                   | 4月29日        |
| 第6話 （第80話）   |                | 廣瀨康一                   | 筆安一幸          | 副島惠文                   | 副島惠文                                              | 車明駿                                                                                             | 三室健太                   | 棚澤隆             | 石本峻一 西位輝實          | 5月6日         |
| 第7話 （第81話）   |                | 間田敏和                   | 豬爪慎一          | 大脊戶聰                   | 江副仁美                                              | Chang Bum Chul Shin Hey Ran                                                                        | 三室健太 山田雅志          | 不適用             | 西位輝實                   | 5月13日        |
| 第8話 （第82話）   |                | 山岸由花子戀愛了 其1       | 安川正吾          | 藤本次朗                   | 藤本次朗                                              | 石本峻一 小林亮 蘆谷耕平 千葉山夏惠                                                                | 才木康寬                   | 不適用             | 西位輝實                   | 5月20日        |
| 第9話 （第83話）   |                | 山岸由花子戀愛了 其2       | 安川正吾          | 加藤敏幸                   | Kim Min Sun                                           | Lee Min Bae                                                                                        | 三室健太                   | 不適用             | 西位輝實                   | 5月27日        |
| 第10話 （第84話）  |                | 來去吃義大利餐點吧         | 筆安一幸          | 光田史亮                   | 光田史亮 村田光                                       | 仲敷沙織 申炯祐 渡邊葉留                                                                           | 光田史亮                   | 不適用             | 石本峻一 西位輝實          | 6月3日         |
| 第11話 （第85話）  |                | 嗆辣紅椒 其1               | 小林靖子          | 西澤晉                     | Eum Sang Yong                                         | Ryu Sung Chol Kim Bo Kyong                                                                         | 三室健太                   | 不適用             | 石本峻一                   | 6月10日        |
| 第12話 （第86話）  |                | 嗆辣紅椒 其2               | 小林靖子          | 加藤敏幸                   | 朝木幸彥                                              | 蘆谷耕平 申炯祐 棚澤隆（吉他）                                                                     | 三室健太                   | 寶谷幸稔           | 石本峻一 西位輝實          | 6月17日        |
| 第13話 （第87話）  |                | 撿到麻煩的東西了！         | 豬爪慎一          | 吉田泰三                   | 藤本次朗                                              | 車明駿                                                                                             | 山田雅志 三室健太          | 棚澤隆             | 西位輝實                   | 6月24日        |
| 第14話 （第88話）  |                | 來去漫畫家的家裡玩吧 其1   | 小林靖子          | 津田尚克                   | 津田尚克 加藤敏幸 副島惠文 朝木幸彥                   | 仲敷沙織 千葉山夏惠 渡邊葉留 木下由衣                                                              | 才木康寬                   | 不適用             | 石本峻一 馬場充子          | 7月1日         |
| 第15話 （第89話）  |                | 來去漫畫家的家裡玩吧 其2   | 安川正吾          | 副島惠文                   | 松林唯人                                              | 村尾稔 蘆谷耕平 申炯祐                                                                             | 才木康寬                   | 棚澤隆             | 西位輝實                   | 7月8日         |
| 第16話 （第90話）  |                | 來去「狩獵」吧！           | 安川正吾          | 古川順康                   | 古川順康                                              | 關川成人                                                                                           | 不適用                     | 不適用             | 不適用                     | 7月15日        |
| 第17話 （第91話）  |                | 岸邊露伴的冒險             | 豬爪慎一          | 嶌田惣一                   | 嶌田惣一                                              | 矢吹智美                                                                                           | 三室健太                   | 不適用             | 西位輝實                   | 7月22日        |
| 第18話 （第92話）  |                | 「重重」的收成者 其1       | 筆安一幸          | 長田繪里                   | 長田繪里                                              | 蘆谷耕平 寶谷幸稔 立花希望 仲敷沙織 渡邊葉留 糸井惠 申炯祐                                         | 三室健太                   | 不適用             | 不適用                     | 7月29日        |
| 第19話 （第93話）  |                | 「重重」的收成者 其2       | 筆安一幸          | 永居慎平                   | Kim Min Sun 波多正美                                  | Kim Bo Kyong Ryu Sung Chol Lee Bang Won Yang Jeong Hee                                             | 三室健太                   | 不適用             | 不適用                     | 8月5日         |
| 第20話 （第94話）  |                | 山岸由花子對灰姑娘的憧憬   | 安川正吾          | 藤本次朗 津田尚克          | 藤本次朗                                              | 車明駿                                                                                             | 才木康寬                   | 棚澤隆             | 西位輝實                   | 8月12日        |
| 第21話 （第95話）  |                | 吉良吉影想平靜地過日子 其1 | 小林靖子          | 古川順康                   | Eum San Gyong                                         | Kim Eun Sun                                                                                        | 三室健太                   | 不適用             | 西位輝實                   | 8月19日        |
| 第22話 （第96話）  |                | 吉良吉影想平靜地過日子 其2 | 安川正吾          | 加藤敏幸                   | 江副仁美                                              | 渡邊葉留 千葉山夏惠 木下由衣 糸井惠 橫山謙次                                                       | 三室健太                   | 不適用             | 西位輝實                   | 8月26日        |
| 第23話 （第97話）  |                | 心痛穿心一擊 其1           | 安川正吾          | 嶌田惣一                   | 村田光                                                | 石本峻一 蘆谷耕平 飯飼一幸 申炯祐                                                                  | 三室健太 才木康寬          | 棚澤隆             | 西位輝實                   | 9月2日         |
| 第24話 （第98話）  |                | 心痛穿心一擊 其2           | 安川正吾          | 嶌田惣一                   | 副島惠文                                              | 石本峻一 渡邊葉瑠 寶谷幸稔 仲敷沙織                                                                | 三室健太 才木康寬          | 不適用             | 西位輝實                   | 9月9日         |
| 第25話 （第99話）  |                | 原子心之父                 | 豬爪慎一          | 長田繪里                   | 長田繪里                                              | 車明駿 Seo Jung Ha                                                                                 | 三室健太                   | 不適用             | 不適用                     | 9月16日        |
| 第26話 （第100話） |                | 猜拳小子來了！             | 筆安一幸          | 副島惠文                   | Kim Min Sun                                           | Ryu Seyng Cheol Kim Bo Kyoung Kim Eum Sun Lee Bang Won Kwon Hyeok Jeong                            | 才木康寬 三室健太          | 不適用             | 不適用                     | 9月23日        |
| 第27話 （第101話） |                | 我是外星人                 | 筆安一幸          | 津田尚克                   | 津田尚克 朝木幸彥                                     | Lee Bang Won Kwon Hyeok Jung Ryu Seung Chul 蘆谷耕平 仲敷沙織 渡邊葉留 橫山謙次                    | 三室健太                   | 不適用             | 不適用                     | 9月30日        |
| 第28話 （第102話） |                | 公路之星 其1               | 筆安一幸          | 玉村仁                     | 玉村仁                                                | 千葉山夏惠 渡邊葉留 大高雄太 橫山謙次 仲敷沙織 蘆谷耕平 申炯祐                                     | 三室健太 山田雅志          | 瀧 寶谷幸稔        | 石本峻一                   | 10月7日        |
| 第29話 （第103話） |                | 公路之星 其2               | 筆安一幸          | 古川順康                   | 村田光                                                | 蘆谷耕平 木下由衣 千葉山夏惠 仲敷沙織 渡邊葉瑠 橫山謙次 申炯祐 大高雄太 西位輝實 石本峻一 馬場充子 | 三室健太 山田雅志 才木康寬 | 瀧 寶谷幸稔 棚澤隆 | 石本峻一                   | 10月14日       |
| 第30話 （第104話） |                | 貓喜歡吉良吉影             | 豬爪慎一 筆安一幸 | 嶌田惣一                   | 藤原潤 江副仁美 副島惠文 佐佐木勅嘉 朝木幸彥 西島圭祐 | 車明駿 Kim Kang Won 蘆谷耕平 橫山謙次 千葉山夏惠 申炯祐                                            | 三室健太                   | 不適用             | 不適用                     | 10月21日       |
| 第31話 （第105話） |                | 七月十五日（四） 其1       | 小林靖子          | 長田繪里 副島惠文 吉田泰三 | 長田繪里 副島惠文 津田尚克                            | 仲敷沙織 飯飼一幸 申炯祐 千葉山夏惠 橫山謙次 蘆谷耕平                                              | 三室健太 才木康寬          | 不適用             | 不適用                     | 10月28日       |
| 第32話 （第106話） |                | 七月十五日（四） 其2       | 小林靖子          | 長田繪里 副島惠文 吉田泰三 | 長田繪里 副島惠文 津田尚克                            | 仲敷沙織 馬場充子 千葉山夏惠 西位輝實 石本峻一 蘆谷耕平 飯飼一幸 木下由衣 橫山謙次 車明駿 申炯祐   | 三室健太 山田雅志          | 不適用             | 不適用                     | 11月4日        |
| 第33話 （第107話） |                | 七月十五日（四） 其3       | 小林靖子          | 副島惠文 吉田泰三          | 副島惠文 藤本次朗 江副仁美                            | 仲敷沙織 馬場充子 千葉山夏惠 西位輝實 石本峻一 蘆谷耕平 飯飼一幸 木下由衣 橫山謙次 車明駿 申炯祐   | 三室健太 山田雅志 才木康寬 | 三室健太           | 西位輝實 馬場充子 石本峻一 | 11月11日       |
| 第34話 （第108話） |                | 七月十五日（四） 其4       | 小林靖子          | 吉田泰三                   | 藤本次朗 江副仁美                                     | 車明駿 千葉山夏惠 蘆谷耕平 申炯祐 仲敷沙織 西位輝實 石本峻一 馬場充子                              | 三室健太 山田雅志          | 不適用             | 不適用                     | 11月18日       |
| 第35話 （第109話） |                | 另一項能力 手下敗將 其1    | 安川正吾          | 加藤敏幸                   | 加藤敏幸 村田光                                       | 石本峻一 馬場充子 西位輝實 仲敷沙織 木下由衣 橫山謙次 蘆谷耕平 飯飼一幸 申炯祐 車明駿              | 三室健太 山田雅志          | 棚澤隆             | 不適用                     | 11月25日       |
| 第36話 （第110話） |                | 另一項能力 手下敗將 其2    | 安川正吾          | 加藤敏幸 津田尚克          | 江島泰男 西島圭祐                                     | 小美野雅彥 千葉山夏惠 仲敷沙織 蘆谷耕平 石本峻一 馬場充子 西位輝實                                 | 三室健太 山田雅志          | 不適用             | 不適用                     | 12月2日        |
| 第37話 （第111話） |                | 不滅的瘋狂D 其1            | 筆安一幸          | 古川順康                   | 副島惠文 長田繪里                                     | 橫山謙次 蘆谷耕平 申炯祐 車明駿 千葉山夏惠 木下由衣 飯飼一幸                                       | 三室健太 才木康寬 山田雅志 | 不適用             | 石本峻一 馬場充子          | 12月9日        |
| 第38話 （第112話） |                | 不滅的瘋狂D 其2            | 筆安一幸          | 追崎史敏                   | 加藤敏幸 村田光 津田尚克                              | 西位輝實 石本峻一 馬場充子 仲敷沙織 蘆谷耕平 橫山謙次 申炯祐 車明駿                                | 三室健太 才木康寬 山田雅志 | 棚澤隆             | 西位輝實 馬場充子 石本峻一 | 12月16日       |
| 第39話 （第113話） |                | 再會了杜王町－黃金精神     | 小林靖子          | 津田尚克                   | 津田尚克                                              | 西位輝實 石本峻一 馬場充子 仲敷沙織 蘆谷耕平 橫山謙次 申炯祐 車明駿                                | 三室健太 才木康寬 山田雅志 | 棚澤隆 寶谷幸稔    | 西位輝實 石本峻一 馬場充子 | 12月23日       |

### 播放單位（第三季）
日本深夜動畫：下文記載的日本国内播放時間使用日本標準時間（UTC+9）表示。因為部分時間标识會採用30小时制，因此請留意这类超过24:00的时间，其實際播放時間為翌日清晨。
| 播放期間                    | 播放時間                  | 播放電視台 | 播放地區 | 備註                                                                                   |
| --------------------------- | ------------------------- | ---------- | -------- | -------------------------------------------------------------------------------------- |
| 2016年4月1日－12月23日      | 星期五 24時30分－25時00分 | TOKYO MX   | 東京都   |                                                                                        |
| 2016年4月2日－12月24日      | 星期六 26時18分－26時48分 | 東北放送   | 宮城縣   | 原作者的出生地                                                                         |
|                             | 星期六 27時28分－27時58分 | 每日放送   | 近畿地區 | 『Anime Shower』第4部 包含初回於星期六25時58分－26時28分播出 （『Anime Shower』第1部） |
| 2016年4月3日－12月25日      | 星期日 24時30分－25時00分 | BS11       | 日本全國 | BS放送 『ANIME+』時段                                                                  |
| 2016年4月8日－2017年1月13日 | 星期五 22時00分－22時30分 | Animax     | 日本全域 | BS／CS放送 字幕播出 有重播                                                             |

| 上架期間               | 上架時間                  | 上架網站         | 備註      |
| ---------------------- | ------------------------- | ---------------- | --------- |
| 2016年4月4日－12月26日 | 星期一 12時00分 更新      | 萬代頻道         | [ 注 13 ] |
|                        |                           | niconico頻道     | 同上      |
|                        | 星期日 23時30分－24時00分 | niconico現場直播 |           |

| 播放期間               | 播放時間                      | 播放網站  | 播放地區 | 備註                               |
| ---------------------- | ----------------------------- | --------- | -------- | ---------------------------------- |
| 2017年5月26日－7月12日 | 星期三至五 22時00分－23時00分 | Animax    | 香港     | 有重播時段                         |
| 2017年7月11日－8月18日 | 每天 20時30分－21時00分       | Animax    | 臺灣     | 有線電視 有重播時段 分級不固定     |
| 2018年1月6日－2月6日   | 每天 21時30分－22時00分       | Animax HD | 臺灣     | 高畫質付費頻道 雙語切換 有重播時段 |

| 上架期間                      | 上架時間                                        | 上架網站                  | 播放地區 | 備註     |
| ----------------------------- | ----------------------------------------------- | ------------------------- | -------- | -------- |
| 2018年10月1日                 | 星期一16時 一次上架                             | bilibili                  | 中國大陸 | 串流獨佔 |
| 2019年8月16日                 | 星期五 13時57分 全集更新                        | bilibili                  | 港澳台   | IP限制   |
| 2019年10月3日－2019年10月22日 | 每日21:00、21:30分別更新兩集 （最後一天僅一集） | YouTube Muse木棉花-TW頻道 | 台灣     | IP限制   |
| 2021年10月31日－2021年12月8日 | 每日更新一集                                    | YouTube Muse木棉花-HK頻道 | 香港     | IP限制   |

## 第四季
內容改編自原作第五部《黃金之風》。
2018年1月9日在集英社送審的「黃金之風」商標通過之後，廣泛認為此舉為該作動畫化的標誌。而在其後作者荒木飛呂彥於2018年6月21日的JoJo畫展發佈會中透露「黃金之風」動畫化消息，並在同日於官方推特正式宣佈，同年10月5日起開播，至2019年7月28日完結。
台灣於2018年10月5日起，每週六由friDay影音跟播。

### 主題曲（第四季）
片頭曲
「Fighting Gold」（Episodio 02－Episodio 21）
作詞：及川眠子，作曲、編曲：大森俊之，主唱：Coda
由第一季「Part2」片頭曲主唱者Coda（小田和奏）再度擔任。
第13.5話、第21.5話總集篇也有使用。
（Episodio 22－Episodio 39）
作詞：藤林聖子，作曲：菅野祐悟，主唱：長谷川大輔
由第三季片頭曲「Great Days」主唱者長谷川大輔再度擔任。
第34話開始追加描述迪亞波羅的替身，緋紅之王的時間刪除之能力，及以義大利語發音日文字幕對白。隨著劇情的發展，第38話到第39話完結篇改成描述喬魯諾的替身，黃金體驗安魂曲將對手的所有行動歸零，永遠讓對手被困在不斷循環發生的過程之能力。並以「Diavolo Ver.」和「Giorno Ver.」為題的特別動畫。
此外第37話、第39話有加入音效。
片尾曲
「Freek'n You」（Episodio 02－Episodio 04、Episodio 06－Episodio 08、Episodio 10－Episodio 19）
作詞、作曲：Donald Earle DeGrate Jr.，主唱：Jodeci
除了第13.5話、第21.5話總集篇之外，第14話開始換新的動畫影片。
「Modern Crusaders」（Episodio 22－Episodio 37、Episodio 39）
作詞、作曲：Michael Cretu、Carl Orff，主唱：謎

### 各話標題（第四季）
| 話數 （通算話數）          | 日文標題       | 中文標題                               | 劇本           | 分鏡              | 演出                     | 作畫監督 | 動作導演          | 總作畫監督        | 首播日期       |
| Part5 黃金之風             | Part5 黃金之風 | Part5 黃金之風                         | Part5 黃金之風 | Part5 黃金之風    | Part5 黃金之風           | Part5 黃金之風 | Part5 黃金之風    | Part5 黃金之風    | Part5 黃金之風 |
| -------------------------- | -------------- | -------------------------------------- | -------------- | ----------------- | ------------------------ | --- | ----------------- | ----------------- | -------------- |
| Episode 01 （第114話）     |                | 黃金體驗                               | 小林靖子       | 津田尚克          | 津田尚克                 | 石本峻一 片山貴仁 小林亮 | 片山貴仁          | 石本峻一          | 2018年 10月5日 |
| Episode 02 （第115話）     |                | 布加拉提來了                           | 小林靖子       | 高橋秀彌          | 高橋秀彌                 | 橫山謙次 千葉山夏惠 | 片山貴仁          | 石本峻一          | 10月12日       |
| Episode 03 （第116話）     |                | 去見監獄中的黑幫                       | 安川正吾       | 木村泰大          | 木村泰大                 | 申炯祐 木下千惠 中野圭哉 | 岩崎安利 片山貴仁 | 田中春香          | 10月19日       |
| Episode 04 （第117話）     |                | 加入黑幫                               | 安川正吾       | 木村泰大          | 鈴木恭兵                 | 横山謙次 中野圭哉 木下千恵 | 岩崎安利          | 田中春香          | 10月26日       |
| Episode 05 （第118話）     |                | 目標是波爾波的遺產！                   | 小林靖子       | 津田尚克          | 龜井隆弘                 | 高阪雅基 藤本真由 申炯祐 石本峻一                                                                                                | 岩崎安利 片山貴仁 | 石本峻一          | 11月2日        |
| Episode 06 （第119話）     |                | 憂鬱藍調的逆襲                         | 筆安一幸       | 高橋秀彌          | 三上喜子                 | 橫山謙次 千葉山夏惠 森藤希子 中野圭哉 重本和佳子                                                                                 | 片山貴仁          | 田中春香          | 11月9日        |
| Episode 07 （第120話）     |                | 性感手槍登場 其1                       | 筆安一幸       | 鈴木恭兵          | 鈴木恭兵                 | 森藤希子 真島次郎 姊崎早也花 小林亮 千葉山夏惠                                                                                   | 片山貴仁          | 田中春香 石本峻一 | 11月16日       |
| Episode 08 （第121話）     |                | 性感手槍登場 其2                       | 筆安一幸       | 尾根真砂子        | 長田伸二                 | 木下結衣 申炯祐 小林理 長田伸二 津曲大介                                                                                         | 岩崎安利          | 石本峻一          | 11月23日       |
| Episode 09 （第122話）     |                | 老闆的第一道命令                       | 豬爪慎一       | 南川達馬          | 南川達馬                 | 高阪雅基 寶谷幸稔 岩崎安利 木下由衣 姊崎早也花 千葉山夏惠 小林理 中野圭哉                                                        | 不適用            | 石本峻一          | 11月30日       |
| Episode 10 （第123話）     |                | 殺手小組                               | 豬爪慎一       | 藤本次朗          | 藤本次朗                 | 小林亮 森田莉奈 上竹哲郎 姊崎早也花 田中春香                                                                                     | 岩崎安利          | 石本峻一          | 12月7日        |
| Episode 11 （第124話）     |                | 納蘭迦的史密斯飛船                     | 豬爪慎一       | 三上喜子 高橋秀彌 | 長田伸二                 | 津曲大介 申炯祐 高阪雅基 木下由衣 森藤希子 長田伸二 森田莉奈 小林理                                                              | 片山貴仁          | 石本峻一          | 12月14日       |
| Episode 12 （第125話）     |                | 老闆的第二道命令                       | 安川正吾       | 吉田泰三          | 龜井隆廣                 | 片山貴仁 橫山謙次 姊崎早也花 千葉山夏惠 石本峻一 田中春香 岩崎安利                                                               | 片山貴仁          | 田中春香 石本峻一 | 12月21日       |
| Episode 13 （第126話）     |                | 鏡中人與紫煙                           | 安川正吾       | 吉田泰三          | 江島泰男                 | 申炯祐 木下由衣 小林亮 高阪雅基 岩崎安利 森藤希子 津曲大介 寶谷幸稔                                                              | 岩崎安利          | 石本峻一          | 12月28日       |
| Episode 13.5 （第126.5話） |                | JoJo的奇妙冒險 黃金之風 序章           | 不適用         | 不適用            | 不適用                   | 不適用 | 不適用            | 不適用            | 2019年 1月4日  |
| Episode 14 （第127話）     |                | 前往佛羅倫斯的超特快列車               | 筆安一幸       | 川喬              | 鈴木恭兵                 | 橫山謙次 千葉山夏惠 姊崎早也花 寶谷幸稔 小林理 木下由衣 角田春美 中野圭哉 糸井惠                                                 | 不適用            | 田中春香 石本峻一 | 1月11日        |
| Episode 15 （第128話）     |                | 壯烈成仁 其1                           | 筆安一幸       | 南川達馬          | 南川達馬                 | 上竹哲郎 森藤希子 片山貴仁 森田莉奈 申炯祐                                                                                       | 鈴木勘太          | 石本峻一          | 1月18日        |
| Episode 16 （第129話）     |                | 壯烈成仁 其2                           | 小林靖子       | 瀨木弘正          | 高橋賢                   | 津曲大介 木下由衣 高阪雅基 森田莉奈 角田春美 田中春香                                                                            | 高橋賢            | 石本峻一          | 1月25日        |
| Episode 17 （第130話）     |                | 娃娃臉                                 | 小林靖子       | 川喬 津田尚克     | 津田尚克 高橋雅和        | 橫山謙次 姊崎早也花 千葉山夏惠 劉雲留                                                                                            | 津田尚克          | 石本峻一 田中春香 | 2月1日         |
| Episode 18 （第131話）     |                | 前往威尼斯！                           | 豬爪慎一       | 中野★陽 高橋秀彌  | 宮島善博                 | 申炯祐 森藤希子 小林理 岩崎安利 高阪雅基 劉雲留 田中春香 木下由衣                                                                | 岩崎安利          | 石本峻一 田中春香 | 2月8日         |
| Episode 19 （第132話）     |                | 白色相簿                               | 豬爪慎一       | 吉田泰三          | 長田伸二                 | 森田莉奈 上竹哲郎 寶谷幸稔 津曲大介 長田伸二                                                                                     | 片山貴仁          | 石本峻一          | 2月15日        |
| Episode 20 （第133話）     |                | 老闆的最終指令                         | 津田尚克       | 龜井隆廣          | 龜井隆廣                 | 姊崎早也花 千葉山夏惠 木下由衣 橫山謙次 高阪雅基 石本峻一 鈴木勘太 森田莉奈                                                      | 鈴木勘太          | 石本峻一 田中春香 | 2月22日        |
| Episode 21 （第134話）     |                | 緋紅之王的謎題                         | 津田尚克       | 津田尚克 木村泰大 | 津田尚克 高橋雅和        | 石本峻一 豐田曉子 森藤希子 申炯祐 小林理 長田伸二 橫山謙次 木下由衣 千葉山夏惠 森田莉奈 高阪雅基                                 | 片山貴仁 岩崎安利 | 石本峻一 田中春香 | 3月1日         |
| Episode 21.5 （第134.5話） |                | JoJo的奇妙冒險 黃金之風 determinazione | 不適用         | 不適用            | 不適用                   | 不適用 | 不適用            | 不適用            | 3月8日         |
| Episode 22 （第135話）     |                | Guts的                                 | 安川正吾       | 高橋秀彌 藤本次朗 | 村田光                   | 千葉山夏惠 姊崎早也花 高阪雅基 橫山謙次 申炯祐 蘆谷耕平                                                                          | 久久宮銀          | 不適用            | 3月15日        |
| Episode 23 （第136話）     |                | 衝擊與臉部特寫                         | 安川正吾       | 藤本次朗          | 江福仁美                 | 木下由衣 森藤希子 上竹哲郎 小林理 胡陽樹 蘆谷耕平 高阪雅基                                                                       | 鈴木勘太          | 不適用            | 3月22日        |
| Episode 24 （第137話）     |                | 惡名昭彰的B·I·G                        | 筆安一幸       | 川喬              | 鈴木恭兵                 | 石本峻一 田中春香 豐田曉子 森田莉奈                                                                                              | 片山貴仁          | 石本峻一 田中春香 | 3月29日        |
| Episode 25 （第138話）     |                | 辣妹                                   | 筆安一幸       | 南川達馬 藤本次朗 | 高橋雅和                 | 津曲大介 千葉山夏惠 橫山謙次 申炯祐 蘆谷耕平                                                                                     | 鈴木勘太 岩崎安利 | 石本峻一 田中春香 | 4月5日         |
| Episode 26 （第139話）     |                | 一點過往的小故事 我叫托比歐            | 豬爪慎一       | 龜井隆廣          | 龜井隆廣 村田光 青柳宏宜 | 木下由衣 森藤希子 高阪雅基 豐田曉子 小林理                                                                                       | 鈴木勘太          | 石本峻一          | 4月12日        |
| Episode 27 （第140話）     |                | 緋紅之王vs.金屬製品                    | 堀內全         | 吉田泰三          | 長田伸二                 | 田中宏紀 | 不適用            | 石本峻一          | 4月19日        |
| Episode 28 （第141話）     |                | 在快掉下來的天空底下                   | 小林靖子       | 高橋秀彌          | 高橋秀彌                 | 石本峻一 田中春香 津曲大介 橫山謙次 森田莉奈 千葉山夏惠                                                                          | 岩崎安利          | 石本峻一 田中春香 | 4月26日        |
| Episode 28.5 （第141.5話） |                | JoJo的奇妙冒險 黃金之風 destino        | 不適用         | 不適用            | 不適用                   | 不適用 | 不適用            | 不適用            | 5月3日         |
| Episode 29 （第142話）     |                | 目的地是羅馬！競技場                   | 安川正吾       | 久保雄介          | 久保雄介                 | 車明駿 | 鈴木勘太          | 石本峻一 田中春香 | 5月11日        |
| Episode 30 （第143話）     |                | 青春歲月與綠洲 其1                     | 安川正吾       | 川喬              | 左藤洋二                 | 申炯祐 豐田曉子 小林理 高阪雅基 石本峻一 田中春香                                                                                | 片山貴仁          | 石本峻一 田中春香 | 5月17日        |
| Episode 31 （第144話）     |                | 青春歲月與綠洲 其2                     | 筆安一幸       | 藤本次朗          | 木村泰大                 | 津曲大介 橫山謙次 木下由衣 森田莉奈                                                                                              | 鈴木勘太 片山貴仁 | 石本峻一          | 5月24日        |
| Episode 32 （第145話）     |                | 青春歲月與綠洲 其3                     | 筆安一幸       | 大原實            | 長田伸二                 | 石本峻一 森藤希子 高阪雅基 長田伸二 鄧佳湄 津曲大介 千葉山夏惠 車明駿 豐田曉子 木下由衣                                          | 岩崎安利 鈴木勘太 | 石本峻一 田中春香 | 5月31日        |
| Episode 33 （第146話）     |                | 他的名字是迪亞波羅                     | 堀內全         | 大原實            | 青柳宏宜 松木惠一        | 石本峻一 田中春香 石山正修 申炯祐 橫山謙次 木下由衣 森田莉奈 小林理 高阪雅基 石橋大輔                                            | 鈴木勘太          | 石本峻一 田中春香 | 6月7日         |
| Episode 34 （第147話）     |                | 安魂曲沉靜地演奏著 其1                 | 安川正吾       | 大原實            | 高橋謙仁                 | 柴田和紀 豐田曉子 木下由衣 高阪雅基 寶谷幸稔 森藤希子 田中春香 石本峻一                                                          | 鈴木勘太 岩崎安利 | 石本峻一 田中春香 | 6月14日        |
| Episode 35 （第148話）     |                | 安魂曲沉靜地演奏著 其2                 | 豬爪慎一       | 久保雄介          | 久保雄介                 | 石本峻一 申炯祐 石山正修 津曲大介 柴田和紀 小林理 森藤希子 田中春香 小島惠理                                                     | 鈴木勘太 岩崎安利 | 石本峻一 田中春香 | 6月21日        |
| Episode 36 （第149話）     |                | 迪亞波羅現身                           | 豬爪慎一       | 吉田泰三          | 龜井隆廣                 | 長田伸二 木下由衣 森田莉奈 橫山謙次 申炯祐 高阪雅基 柴田和紀 田中宏紀 石本峻一 田中春香                                          | 岩崎安利          | 石本峻一 田中春香 | 6月28日        |
| Episode 37 （第150話）     |                | 王中之王                               | 筆安一幸       | 鈴木恭兵 大原實   | 鈴木恭兵                 | 石本峻一 田中春香 片山貴仁 津曲大介 森藤希子 石山正修 橫山謙次 木下由衣 豐田曉子 小林理 申炯祐                                   | 片山貴仁          | 石本峻一 田中春香 | 7月5日         |
| Episode 38 （第151話）     |                | 黃金體驗安魂曲                         | 小林靖子       | 加藤敏幸 藤本次朗 | 菅原尚                   | 申炯祐、石山正修 森藤希子、橫山謙次 高阪雅基、木下由衣 柴田和紀、石本峻一 田中春香                                               | 鈴木勘太          | 石本峻一 田中春香 | 7月28日        |
| Episode 39 （第152話）     |                | 沉睡的奴隸                             | 小林靖子       | 藤本次朗 吉田泰三 | 岩崎安利 高橋秀彌        | 木下由衣、高阪雅基 森藤希子、森田莉奈 上竹哲郎、鈴木勘太 片山貴仁、小林理 橫山謙次、石山正修 津曲大介、申炯祐 石本峻一、田中春香 | －                | 石本峻一 田中春香 | 7月28日        |

### 播放單位（第四季）
日本深夜動畫：下文記載的日本国内播放時間使用日本標準時間（UTC+9）表示。因為部分時間标识會採用30小时制，因此請留意这类超过24:00的时间，其實際播放時間為翌日清晨。
| 播放期間                    | 播放時間                  | 播放電視台 | 播放地區 | 備註                       |
| --------------------------- | ------------------------- | ---------- | -------- | -------------------------- |
| 2018年10月5日－2019年7月5日 | 星期五 25時05分－25時35分 | TOKYO MX   | 東京都   |                            |
|                             | 星期五 25時30分－26時00分 | BS11       | 日本全國 | BS放送／『ANIME+』時段     |
|                             | 星期五 26時55分－27時25分 | 每日放送   | 近畿地區 |                            |
| 2018年11月4日－             | 星期日 19時00分－19時30分 | Animax     | 日本全國 | BS／CS放送 字幕播出 有重播 |

| 播放期間      | 播放時間                  | 播放電視台 | 播放地區 | 備註   |
| ------------- | ------------------------- | ---------- | -------- | ------ |
| 2019年7月28日 | 星期日 20時00分－21時00分 | TOKYO MX   | 東京都   |        |
|               |                           | BS11       | 日本全國 | BS放送 |
|               | 星期日 26時55分－27時55分 | 毎日放送   | 近畿地區 |        |
| 2話連續播放。 |                           |            |          |        |

| 上架期間                      | 上架時間                  | 上架網站                                | 備註 |
| ----------------------------- | ------------------------- | --------------------------------------- | ---- |
| 2018年10月8日－2019年7月29日  | 星期一 24時00分－24時30分 | AbemaTV                                 |      |
| 2018年10月10日－2019年7月31日 | 星期三 12時00分 更新      | d動畫商城 Hulu U-NEXT Netflix Anime放題 |      |

| 上架期間                       | 上架時間                                                                     | 上架網站                                | 播放地區 | 備註     |
| ------------------------------ | ---------------------------------------------------------------------------- | --------------------------------------- | -------- | -------- |
| 2018年10月5日－2019年7月28日   | 星期五 25時35分 更新                                                         | bilibili                                | 中國大陸 | 串流獨佔 |
| 2018年10月6日－2019年7月28日   | 星期六1時35分 更新 38話：2019年7月28日20:00更新 39話：2019年7月28日20:30更新 | 巴哈姆特動畫瘋 LINE TV [ 14 ] KKTV LiTV | 台灣     |          |
| 2019年10月22日－2019年11月11日 | 第一天21:30更新第一集外 每日21:00、21:30分別更新兩集                         | YouTube Muse木棉花-TW頻道               | 台灣     | IP限制   |

## 第五季
內容改編自原作第六部《石之海》。
2021年4月4日正式宣布《石之海》的動畫化。於2021年8月8日的新情報解禁配信中宣布了製作陣容、主角聲優，以及確定將於2021年12月1日由Netflix全球獨佔首播。2022年3月26日官方在《AnimeJapan 2022》舉辦的舞台活動上，宣布了13到24話於秋季推出，並於2022年9月1日秋季在Netflix首播；最後一部分的第25話到第38話則於2022年12月1日於 Netflix 首播。

### 主題曲（第五季）
片頭曲
「STONE OCEAN」（第2話－第24話）
作詞：藤林聖子，作曲：河田貴央，編曲：家原正樹，主唱：ichigo from 岸田教團&THE明星Rockets
第1話未使用。
第12話附加音效。
「Heaven's falling down」（第25話－第30話、第32話－第38話）
作詞：藤林聖子，作曲、編曲：菅野祐悟，主唱：sana (sajou no hana)
第31話未使用。
第38話附加音效。
片尾曲
「Distant Dreamer」（第2話－第4話、第6話－第26話、第28話－第31話、第33話－第37話）
作詞：黛菲、伯納德·巴特勒，作曲：伯納德·巴特勒，主唱：黛菲
第1話、第5話、第27話、第32話未使用。第38話插入歌。
「ROUNDABOUT」（第38話）
作詞、作曲：Jon Anderson、Steve Howe，主唱、演奏：Yes

### 各話標題（第五季）
| 話數 （通算話數）      | 日文標題     | 中文標題                      | 劇本              | 分鏡              | 演出              | 作畫監督 | 總作畫監督                        | 首播日期      |
| Part6 石之海           | Part6 石之海 | Part6 石之海                  | Part6 石之海      | Part6 石之海      | Part6 石之海      | Part6 石之海 | Part6 石之海                      | Part6 石之海  |
| ---------------------- | ------------ | ----------------------------- | ----------------- | ----------------- | ----------------- | --- | --------------------------------- | ------------- |
| Episode 1 （第153話）  |              | 石之海                        | 小林靖子          | 鈴木健一          | 加藤敏幸          | 柴田和紀、小島繪理 三浦春樹、小林亮 吉岡佳宏                                                                                     | 筱雅律                            | 2022年 1月8日 |
| Episode 2 （第154話）  |              | 石之自由                      | 小林靖子          | 加藤敏幸          | 千葉大輔          | 柴田和紀、小林亮 島田英明、三浦春樹 齊藤佳子、柳瀨讓二 野村雅史                                                                  | 筱雅律                            | 1月15日       |
| Episode 3 （第155話）  |              | 訪客 之1                      | 小林靖子          | 吉田泰三          | 森邦宏            | 村谷貴志、小島繪理 小林亮、小林理 平良哲朗、藤本真由                                                                             | 筱雅律                            | 1月22日       |
| Episode 4 （第156話）  |              | 訪客 之2                      | 小林靖子          | 吉田泰三          | 中村哲治          | 張益、小島繪理 豐島英太、真壁智之 小林理、齊藤佳子 藤本真由                                                                      | 村谷貴志                          | 1月29日       |
| Episode 5 （第157話）  |              | 囚犯之愛                      | 小林靖子          | 中山勝一          | 中山勝一          | 小林亮、柴田和紀 山崎菜奈、德田夢之介 吉岡佳宏                                                                                   | 筱雅律                            | 2月5日        |
| Episode 6 （第158話）  |              | 艾梅斯的貼紙                  | 豬爪慎一          | 南川達馬          | 南川達馬          | 豐島英太、真壁智之 齊藤佳子、久恒直樹 三浦春樹、平良哲朗 柳瀨讓二                                                                | 村谷貴志                          | 2月12日       |
| Episode 7 （第159話）  |              | 有六個人！                    | 安川正吾          | 藤本次朗 加藤敏幸 | 高橋雅和          | 小林亮大、梶博之 小林理、小島繪理 藤本真由、SHIN HYUNG WOO                                                                         | 小林亮                            | 2月19日       |
| Episode 8 （第160話）  |              | 幽浮一族                      | 安川正吾          | 寺東克己          | 久保山英一        | 山崎菜奈、真壁智之 三浦春樹、柴田和紀 柳瀨讓二、牛島希 菅原裕幸                                                                  | 不適用                            | 2月26日       |
| Episode 9 （第161話）  |              | 討債人瑪麗蓮·曼森             | 筆安一幸 小林靖子 | 大脊戶聰          | 大脊戶聰          | 久恒直樹、小島繪理 山崎菜奈、三浦春樹 柴田和紀、村谷貴志 野村雅史、小林理 吉岡佳宏                                               | 不適用                            | 3月5日        |
| Episode 10 （第162話） |              | 野人花園作戰（前進中庭！）之1 | 豬爪慎一          | 南川達馬          | 南川達馬          | 大梶博之、小林亮 張益、豐島英太 平良哲朗、吉岡佳宏 村谷貴志、石川健太郎                                                            | 村谷貴志                          | 3月12日       |
| Episode 11 （第163話） |              | 野人花園作戰（前進中庭！）之2 | 筆安一幸          | 久保雄介          | 中山勝一          | 小島繪理、山崎嶇菜奈 野村雅史、柴田和紀 小林理、三浦春樹 SHIN HYUNG WOO、橫山謙次                                                | 不適用                            | 3月19日       |
| Episode 12 （第164話） |              | 發佈集中豪雨警報              | 安川正吾          | 吉田泰三          | 村田光 加藤敏幸   | 菊池有騎、小林亮 張益、南伸一郎 平良哲朗、齊藤佳子 真壁智之、豐島英太                                                            | 不適用                            | 3月26日       |
| Episode 13 （第165話） |              | 愛與復仇的親吻 之1            | 猪爪慎一          | 加藤敏幸          | 加藤大志          | 小林亮、柴田和纪 小岛えり、小林理                                                                                                | 不適用                            | 10月8日       |
| Episode 14 （第166話） |              | 愛與復仇的親吻 之2            | 猪爪慎一          | 吉田泰三          | 加藤大志          | 村谷貴志、牛島希 平良哲朗、三浦春樹 山崎菜奈                                                                                     | 不適用                            | 10月15日      |
| Episode 15 （第167話） |              | 超高安全級別懲罰牢房          | 筆安一幸          | 藤本次朗 黒泽守   | 田辺慎吾          | 石本峻一、徳田夢之介 大梶博之宝、谷幸稔                                                                                          | 石本峻一                          | 10月22日      |
| Episode 16 （第168話） |              | 伍斯伍德獄卒的秘密            | 筆安一幸          | 中山勝一 加藤敏幸 | 菅原尚            | 津曲大介、山崎菜奈 牛島希、小林理 平良哲朗、三浦春樹 石川健太郎                                                                  | 不適用                            | 10月29日      |
| Episode 17 （第169話） |              | 龍之夢登場                    | 安川正吾          | 久保山英一 黒泽守 | 中山勝一          | 村谷貴志、小林亮 柴田和紀、吉岡佳宏 小島繪理                                                                                     | 不適用                            | 11月5日       |
| Episode 18 （第170話） |              | 幽浮一族登場                  | 安川正吾          | 吉田泰三          | 長井惟杜子        | 徳田夢之介、張益 平良哲朗、Elias 袴田裕二、今正男 彗敏、明光 鑫月、寿門堂                                                        | 徳田夢之介                        | 11月12日      |
| Episode 19 （第171話） |              | 綠色嬰兒誕生                  | 安川正吾          | 南川達馬          | 高橋雅和          | 森下勇輝、牛島希 吉岡佳宏、小島繪理 村谷貴志、柴田和紀 小林理                                                                    | 不適用                            | 11月19日      |
| Episode 20 （第172話） |              | 幽浮一族：目擊者              | 筆安一幸          | 祝浩司            | 武市直子          | 津曲大介、菊池有騎 三浦春樹、山崎菜奈 豊島英太、野村雅史 宝谷幸稔                                                                | 不適用                            | 11月26日      |
| Episode 21 （第173話） |              | 覺醒                          | 筆安一幸          | 久保雄介          | のがみかずお      | 山崎菜奈、柴田和紀 森田莉奈、鄧佳湄 小島繪理、三浦春樹 村谷貴志、牛島希                                                          | 不適用                            | 12月3日       |
| Episode 22 （第174話） |              | 上天堂吧！新月！新神父！      | 筆安一幸          | 吉田泰三          | 濱崎徹            | 池田勇子、菊池有騎 豊島英太、村谷貴志 山崎菜奈、吉岡佳宏                                                                         | 徳田夢之介                        | 12月10日      |
| Episode 23 （第175話） |              | 惡魔枷鎖！                    | 小林靖子          | 黒泽守            | 粟井重紀          | Mahmound Moftah、延原弘治 原田智弘、岡崎円郁 はっとりますみ、Leandro Duarte                                                      | 不適用                            | 12月17日      |
| Episode 24 （第176話） |              | 逃獄……                        | 安川正吾          | 古川知宏          | 久保山英一        | 津曲大介、小島えり 真壁智之、村雅史 平良哲朗、張益 小林理、菅原裕幸 宝谷幸稔                                                     | 不適用                            | 12月24日      |
| Episode 25 （第177話） |              | 波西米亞狂想曲 其一           | 安川正吾          | 祝浩司            | 蓮谷トヲル        | 山崎菜奈、柴田和紀 牛島希、野村雅史 村谷貴志、豊島英太 小島繪理                                                                  | 不適用                            | 2023年 1月7日 |
| Episode 26 （第178話） |              | 波西米亞狂想曲 其二           | 安川正吾          | 南川達馬          | 上野史博          | 櫻井木之實、小島繪理 村谷貴志、吉岡佳宏 南伸一郎、大橋圭（機械） 寶谷幸稔（槍械）                                                | 不適用                            | 1月14日       |
| Episode 27 （第179話） |              | 駭飛天外                      | 豬爪慎一          | 副島惠文          | 村上勉            | 豊島英太、野村雅史 菊池有騎、柴田和紀 山崎菜奈、津曲大介 三浦春樹、徳田夢之介 新妻大輔（機車）                                   | 徳田夢之介                        | 1月27日       |
| Episode 28 （第180話） |              | 上天堂吧 離新月還有三天       | 筆安一幸          | 頂真司            | 中村哲治          | 小林理、真壁智之 SHIN HYUNG WOO、牛島希 張益、平良哲朗 新妻大輔（料理）                                                          | 不適用                            | 1月28日       |
| Episode 29 （第181話） |              | 地底世界                      | 筆安一幸          | 黑澤守            | 京極竜矢          | 山崎菜奈、柴田和紀 豊島英太、村谷貴志 小林理、菅原裕幸 野村雅史、大橋圭（機械） 石川健太郎（效果）                               | 不適用                            | 2月4日        |
| Episode 30 （第182話） |              | 狂風暴雨 其一                 | 豬爪慎一          | 藤本次朗          | 實歲準也          | 小林理、岡崎耕太郎 SHIN HYUNG WOO、櫻井木之實 吉岡佳宏                                                                           | 不適用                            | 2月11日       |
| Episode 31 （第183話） |              | 狂風暴雨 其二                 | 豬爪慎一          | 久保雄介          | 久保雄介          | 真壁智之、豊島英太 菅原裕幸、柴田和紀 村谷貴志、鄧佳湄 野村雅史、寶谷幸稔（槍械）                                                | 不適用                            | 2月18日       |
| Episode 32 （第184話） |              | 狂風暴雨 其三                 | 小林靖子          | 頂真司            | 長田伸二          | 小島繪理、平良哲朗 三浦春樹、張益 菊池有騎、牛島希 石川健太郎（效果）                                                            | 徳田夢之介                        | 2月25日       |
| Episode 33 （第185話） |              | 新月的重力                    | 筆安一幸          | 祝浩司            | 中村哲治          | 小島繪理、櫻井木之實 平良哲朗、菊池有騎 山崎菜奈、真壁智之 三浦春樹、張益 鄧佳湄、寶谷幸稔（機械）                               | 徳田夢之介                        | 3月4日        |
| Episode 34 （第186話） |              | C-MOON 其一                   | 安川正吾          | 吉田泰三          | 久保山英一        | Mahmoud Moftah、原田智弘 Enrico Nobile、飯飼一幸 はっとりますみ、延原弘治 Demoulin Remi、Unigon BROGLI GIOVANI、寶谷幸稔（機械） | 新妻大輔 村谷貴志 GRAND Guerrilla | 3月11日       |
| Episode 35 （第187話） |              | C-MOON 其二                   | 安川正吾          | 黑澤守            | 三宅將平          | 小林理、柴田和紀 SHIN HYUNG WOO、牛島希 菅原裕幸、村谷貴志 津曲大介、小島繪理 寶谷幸稔（槍械）、石川健太郎（效果）               | 不適用                            | 3月18日       |
| Episode 36 （第188話） |              | 天堂製造 其一                 | 安川正吾          | 中山勝一          | 中山勝一          | 平良哲朗、豊島英太 柴田和紀、SHIN HYUNG WOO 真壁智之、三浦春樹 山崎菜奈                                                          | 不適用                            | 3月25日       |
| Episode 37 （第189話） |              | 天堂製造 其二                 | 豬爪慎一          | 頂真司 鈴木健一   | 蓮谷トヲル        | 牛島希、小林理 森悅史、櫻井木之實 菅原裕幸、菊池有騎 吉岡佳宏、野村雅史 無錫極速蝸牛動畫 王培非、劉劍 陈娇娇 寶谷幸稔（槍械）    | 不適用                            | 4月1日        |
| Episode 38 （第190話） |              | 多美好的世界                  | 小林靖子          | 中山勝一 黑澤守   | 加藤敏幸 鈴木健一 | 張益、SHIN HYUNG WOO 三浦春樹、柴田和紀 鄧佳湄、津曲大介 山崎菜奈、石川健太郎 小島繪理、寶谷幸稔                                 | 不適用                            | 4月8日        |

### 播放單位（第五季）
日本深夜動畫：下文記載的日本国内播放時間使用日本標準時間（UTC+9）表示。因為部分時間标识會採用30小时制，因此請留意这类超过24:00的时间，其實際播放時間為翌日清晨。
| 播放期間               | 播放時間                  | 播放電視台 | 播放地區 | 備註                   |
| ---------------------- | ------------------------- | ---------- | -------- | ---------------------- |
| 2022年1月7日－ 3月26日 | 星期五 24時30分－25時00分 | TOKYO MX   | 東京都   |                        |
|                        |                           | BS11       | 日本全國 | BS放送／『ANIME+』時段 |
|                        | 星期五 26時55分－27時25分 | 每日放送   | 近畿地區 |                        |
| 2022年1月21日－4月9日  | 星期六 20時00分－20時30分 | Animax     | 日本全國 | BS／CS放送             |

| 播放期間                 | 播放時間                   | 播放電視台 | 播放地區 | 備註                    |
| ------------------------ | -------------------------- | ---------- | -------- | ----------------------- |
| 2022年10月8日 - 12月24日 | 星期五 24時30分－25時00分  | TOKYO MX   | 東京都   |                         |
|                          |                            | BS11       | 日本全國 | BS放送 / 『ANIME+』時段 |
|                          | 星期五 26時55分－27時25分  | 每日放送   | 近畿地區 |                         |
|                          | 星期六 21時30分 - 22時00分 | Animax     | 日本全國 | BS/CS放送               |

| 播放期間                | 播放時間                   | 播放電視台 | 播放地區 | 備註                    |
| ----------------------- | -------------------------- | ---------- | -------- | ----------------------- |
| 2023年1月7日 - 4月8日   | 星期五 24時30分－25時00分  | TOKYO MX   | 東京都   |                         |
|                         |                            | BS11       | 日本全國 | BS放送 / 『ANIME+』時段 |
|                         | 星期五 26時55分－27時25分  | 每日放送   | 近畿地區 |                         |
| 2023年1月14日 - 4月15日 | 星期六 21時30分 - 22時00分 | Animax     | 日本     | BS/CS放送               |

| 上架期間                                                                                      | 上架時間 | 上架網站                       | 播放地區 | 備註                              |
| --------------------------------------------------------------------------------------------- | -------- | ------------------------------ | -------- | --------------------------------- |
| 2021年12月1日（第1話～第12話） 2022年9月1日（第13話～第24話） 2022年12月1日（第25話～第38話） | 分批上架 | Netflix                        | 全球     | 串流獨佔，搶先首播                |
|                                                                                               |          | Bilibili                       | 中國大陸 | 串流獨佔                          |
| 2022年12月1日                                                                                 | 一次上架 | 中華電信MOD MyVideo Hami Video | 台灣     | 單次付費限時觀看（第1集～第12集） |

## 第六季
内容改编自原作第七部《飆馬野郎》。
2025年4月12日正式宣布《飆馬野郎》的動畫化。

## 相關商品

### 藍光&DVD
| 卷數               | 發售日期       | 收錄話數       | 規格編號   | 規格編號   |        |        |
| 卷數               | 發售日期       | 收錄話數       | 藍光       | DVD        |        |        |
| 第一季             | 第一季         | 第一季         | 第一季     | 第一季     | 第一季 | 第一季 |
| ------------------ | -------------- | -------------- | ---------- | ---------- | ------ | ------ |
| 1                  | 2013年1月30日  | 第1話－第3話   | 1000361842 | 1000361841 |        |        |
| 2                  | 2013年2月22日  | 第4話－第6話   | 1000361836 | 1000361835 |        |        |
| 3                  | 2013年3月29日  | 第7話－第9話   | 1000361830 | 1000361832 |        |        |
| 4                  | 2013年4月26日  | 第10話－第12話 | 1000361825 | 1000361824 |        |        |
| 5                  | 2013年5月31日  | 第13話－第15話 | 1000361820 | 1000361799 |        |        |
| 6                  | 2013年6月28日  | 第16話－第18話 | 1000361810 | 1000361809 |        |        |
| 7                  | 2013年7月26日  | 第19話－第21話 | 1000361805 | 1000361804 |        |        |
| 8                  | 2013年8月30日  | 第22話－第24話 | 1000361801 | 1000361800 |        |        |
| 9                  | 2013年9月27日  | 第25話－第26話 | 1000361587 | 1000361586 |        |        |
| 第1季 總集篇       |                |                |            |            |        |        |
| 1                  | 2014年3月26日  | 幻影血脈       | 1000471896 | 1000478594 |        |        |
| 2                  | 2014年3月26日  | 戰鬥潮流 前篇  | 1000471895 | 1000477755 |        |        |
| 3                  | 2014年3月26日  | 戰鬥潮流 後篇  | 1000471894 | 1000478593 |        |        |
| 第二季 前半        |                |                |            |            |        |        |
| 1                  | 2014年7月30日  | 第1話－第4話   | 1000501439 | 1000502210 |        |        |
| 2                  | 2014年8月27日  | 第5話－第8話   | 1000501855 | 1000502211 |        |        |
| 3                  | 2014年9月24日  | 第9話－第12話  | 1000501856 | 1000502212 |        |        |
| 4                  | 2014年10月22日 | 第13話－第16話 | 1000501857 | 1000502213 |        |        |
| 5                  | 2014年11月26日 | 第17話－第20話 | 1000501858 | 1000502214 |        |        |
| 6                  | 2014年12月19日 | 第21話－第24話 | 1000501859 | 1000502215 |        |        |
| 第二季 後半 埃及篇 |                |                |            |            |        |        |
| 1                  | 2015年4月22日  | 第25話－第28話 | 1000503841 | 1000505064 |        |        |
| 2                  | 2015年5月27日  | 第29話－第32話 | 1000505061 | 1000505065 |        |        |
| 3                  | 2015年6月24日  | 第33話－第36話 | 1000504458 | 1000505066 |        |        |
| 4                  | 2015年7月29日  | 第37話－第40話 | 1000504459 | 1000504510 |        |        |
| 5                  | 2015年8月26日  | 第41話－第44話 | 1000505062 | 1000505067 |        |        |
| 6                  | 2015年9月30日  | 第45話－第48話 | 1000505063 | 1000505068 |        |        |
| 第三季             |                |                |            |            |        |        |
| 1                  | 2016年6月22日  | 第1話－第3話   | 1000603710 | 1000603853 |        |        |
| 2                  | 2016年7月27日  | 第4話－第6話   | 1000603711 | 1000603854 |        |        |
| 3                  | 2016年8月24日  | 第7話－第9話   | 1000603712 | 1000603855 |        |        |
| 4                  | 2016年9月28日  | 第10話－第12話 | 1000603713 | 1000603856 |        |        |
| 5                  | 2016年10月26日 | 第13話－第15話 | 1000603714 | 1000603857 |        |        |
| 6                  | 2016年11月23日 | 第16話－第18話 | 1000603715 | 1000603858 |        |        |
| 7                  | 2016年12月21日 | 第19話－第21話 | 1000603716 | 1000603859 |        |        |
| 8                  | 2017年1月25日  | 第22話－第24話 | 1000603717 | 1000603860 |        |        |
| 9                  | 2017年2月22日  | 第25話－第27話 | 1000603718 | 1000603861 |        |        |
| 10                 | 2017年3月29日  | 第28話－第30話 | 1000603719 | 1000603862 |        |        |
| 11                 | 2017年4月26日  | 第31話－第33話 | 1000603720 | 1000603863 |        |        |
| 12                 | 2017年5月24日  | 第34話－第36話 | 1000603721 | 1000603864 |        |        |
| 13                 | 2017年6月28日  | 第37話－第39話 | 1000603722 | 1000603865 |        |        |
| 第四季             |                |                |            |            |        |        |
| 1                  | 2018年12月19日 | 第1話－第4話   | 1000737000 | 1000737010 |        |        |
| 2                  | 2019年2月13日  | 第5話－第8話   | 1000737001 | 1000737011 |        |        |
| 3                  | 2019年3月13日  | 第9話－第12話  | 1000737002 | 1000737012 |        |        |
| 4                  | 2019年4月10日  | 第13話－第16話 | 1000737003 | 1000737013 |        |        |
| 5                  | 2019年5月15日  | 第17話－第20話 | 1000737004 | 1000737014 |        |        |
| 6                  | 2019年7月10日  | 第21話－第24話 | 1000737005 | 1000737015 |        |        |
| 7                  | 2019年8月14日  | 第25話－第28話 | 1000737006 | 1000737016 |        |        |
| 8                  | 2019年9月11日  | 第29話－第32話 | 1000737007 | 1000737017 |        |        |
| 9                  | 2019年10月9日  | 第33話－第36話 | 1000737008 | 1000737018 |        |        |
| 10                 | 2019年11月13日 | 第37話－第39話 | 1000737009 | 1000737019 |        |        |

### 原聲帶
| 發售日期       | 標題                                                            | 規格編號   |
| -------------- | --------------------------------------------------------------- | ---------- |
| 2013年2月22日  | JoJo的奇妙冒險 O.S.T Phantom Blood [Future]                     | 1000377817 |
| 2013年3月29日  | JoJo的奇妙冒險 O.S.T Battle Tendency [Musik]                    | 1000377818 |
| 2014年7月30日  | JoJo的奇妙冒險 星塵遠征軍 O.S.T [Departure]                     | 1000506775 |
| 2015年5月27日  | JoJo的奇妙冒險 星塵遠征軍 O.S.T [Destination]                   | 1000506776 |
| 2016年7月27日  | JoJo的奇妙冒險 不滅鑽石 O.S.T Vol.1 ～Good Morning Morioh Cho～ | 1000614113 |
| 2016年12月21日 | JoJo的奇妙冒險 不滅鑽石 O.S.T Vol.2 ～Good Night Morioh Cho～   | 1000634125 |
| 2018年12月19日 | JoJo的奇妙冒險 黃金之風 O.S.T Vol.1 Overture                    | 1000737681 |
| 2019年3月27日  | JoJo的奇妙冒險 黃金之風 O.S.T Vol.2 Intermezzo                  | 1000737682 |

## 評價
2014年播出的第2季第9話花京院吃櫻桃發出的擬聲詞獲得日本2014年度動畫流行語大賞金賞第1名。次年播出的第45話波魯納雷夫把初次遭遇DIO（迪奧·布朗度）的替身「世界」的能力之過程向承太郎等人說「我…我就把剛才的事情照實說了！（あ…ありのまま 今 起こった事を話すぜ！）」的台詞入圍日本2015年度動畫流行語大賞金賞第1名。

## 外部連結
- 電視動畫『JoJo的奇妙冒險』 （页面存档备份，存于）－第一季公式官網 （日語）
- 電視動畫『JoJo的奇妙冒險 星塵遠征軍』 （页面存档备份，存于）－第二季公式官網 （日語）
- 電視動畫『JoJo的奇妙冒險 不滅鑽石』 （页面存档备份，存于）－第三季公式官網 （日語）
- 電視動畫『JoJo的奇妙冒險 黃金之風』（页面存档备份，存于）－第四季公式官網 （日語）
- 電視動畫『JoJo的奇妙冒險 石之海』（页面存档备份，存于）－第五季公式官網 （日語）
- 電視動畫『JoJo的奇妙冒險』公式的X（前Twitter） （日語）
  - 電視動畫『JoJo的奇妙冒險 不滅鑽石』×真實逃脫遊戲公式的X（前Twitter）（東京公演相關） （日語）
  - 電視動畫『JoJo的奇妙冒險 不滅鑽石』×真實逃脫遊戲公式的X（前Twitter）（大阪公演相關） （日語）
  - 電視動畫『JoJo的奇妙冒險 不滅鑽石』×真實逃脫遊戲公式的X（前Twitter）（熊本公演相關） （日語）
  - 電視動畫『JoJo的奇妙冒險 星塵遠征軍』×真實逃脫遊戲公式的X（前Twitter）（全國巡迴相關） （日語）